# 藤沢薬品工業
藤沢薬品工業株式会社（ふじさわやくひんこうぎょう、英語: Fujisawa Pharmaceutical Co.,Ltd.）は、かつて存在した日本の大手医薬品メーカー。通称「藤沢薬品」、「フジサワ」、「Fujisawa」。2005年4月1日に山之内製薬と合併し、アステラス製薬となった。
「藤沢」は創業者の名前に由来し、神奈川県藤沢市とは無関係である。

## 概要
藤澤友吉（ふじさわともきち）が設立。大阪府大阪市中央区道修町3-4-7に本社、東京都中央区日本橋本町にも東京本社を置いていた。主要取引銀行が三和銀行（現在：三菱UFJ銀行）であるため、三水会及びみどり会の会員企業であり、三和グループに属していた。
1974年から晩年まで使用された「f」の字をあしらったシンボルマークは、U. G. サトーの作による。アステラス製薬発足後、社章としては使われなくなったが、ドグマチール錠剤など旧藤沢由来の一部製品にfマークが表示されている（一方、ガスター錠など旧山之内由来の一部製品に山之内製薬社章が表示されている）。
2004年10月1日、一般用医薬品部門が分割され、山之内製薬の一般用医薬品部門と事業統合し「ゼファーマ株式会社」が発足。同社は2007年に第一三共に売却され、第一三共ヘルスケアとの合併で消滅している。
2005年4月1日に山之内製薬と合併し、医療用医薬品および新薬の研究開発部門を担当する新会社「アステラス製薬」が誕生した。

## 事業内容
抗生物質を軸に循環器、消化器などさまざまな分野の薬剤を製造・販売していた。抗生物質ではサワシリン・セフスパン・セフゾン、循環器ではシベノール・ニバジール、消化器ではトランコロンやプリンペラン、ガナトン（北陸製薬（現在：アボットジャパン）が製造）、コロネル、解熱鎮痛剤のソランタール、向精神薬ではドグマチール、オーラップ、ロドピン、ビタミン剤ではノイビタ（一般用医薬品として展開していた）、ノイロビタンなど中枢神経ではグラマリール、トリモールが主力商品だった。
食品添加物などの化成品事業も展開していたが、2000年、扶桑化学工業に化成品事業および米国子会社の全株式を譲渡した。
海外メーカーとの提携も盛んで、スミスクライン&フレンチ（現在のグラクソ・スミスクライン）との合弁であるスミスクライン藤沢やアストラ（現在のアストラゼネカ）との合弁である藤沢アストラなどのグループ企業を擁していた。ゼファーマを経て第一三共ヘルスケアに継承された藤沢の一般用医薬品のうち、オイラックスはガイギー（現在のノバルティス）、キシロはアストラからの導入品である。スミスクライン&フレンチのコンタック、ロシュのサリドンの販売も行っていた。
免疫抑制剤・タクロリムス（FK506）が国際戦略製品（藤沢の研究陣により茨城県・筑波山の土壌細菌から発見された）。アトピー治療薬としてプロトピック軟膏も発されている。
同社はかつて「パイプマン」（パイプ洗浄剤）や「油っ固」（廃食用油凝固処理剤）、「ピコレット」シリーズ（トイレ用芳香剤）といった家庭用品を発売していたが、1985年9月に同事業から撤退、ライオンに事業譲渡した。
この他「気配館」（きくばりかん）というブランドで清涼飲料水事業も手掛けていたが、リストラのため撤退し、日本コカ・コーラへ売却した。気配館は栄養成分表示が前面に記載されているのが特徴だった。
創業から間もない1897年1月に発売された防虫剤の「藤澤樟脳」は、ゼファーマに引き継がれ、後に第一三共ヘルスケアから販売されていたが、2019年に販売を終了、100年以上に及ぶ歴史に幕を下ろした。

## 沿革
- 1894年：初代藤澤友吉が大阪に藤澤商店（ふじさわしょうてん）を創業。
- 1930年：株式會社藤澤友吉商店（ふじさわともきちしょうてん）として会社法人化。
- 1943年：藤沢薬品工業株式会社に改称。
- 1974年：ロゴマークを変更。
- 2000年12月26日：扶桑化学工業に化成品事業を譲渡。
- 2004年10月1日：藤沢薬品・山之内製薬の一般用医薬品事業を統合し、ゼファーマ株式会社を設立。
- 2005年4月1日：山之内製薬と合併し、アステラス製薬が発足。存続会社は山之内製薬で、藤沢薬品工業は解散。

## 事件
1983年、同社社員が新薬スパイ事件を起こし逮捕された。

## スポンサー提供番組
※いずれも、テレビ番組。
- 少年忍者風のフジ丸（NETテレビ=現在：テレビ朝日）、一社提供）
- テレビ医学研究講座（テレビ東京、1968年 - 1989年、一社提供）
- 奥さまは魔女（TBS、ヤマサ醤油・2社提供）
- いたずら天使（TBS、1968年 - 1969年、ヤマサ醤油・2社提供）
- 土曜ワイド劇場（テレビ朝日系列）：日本ロシュ（現在：中外製薬）と共同提供した場合は「日本ロシュ・フジサワ」とクレジットされていた。この場合にはサリドン（頭痛鎮痛薬）のCMだけが放映された。
- 文珍なぞなぞランド（朝日放送制作・テレビ朝日系列）
- おはようワイド・土曜の朝に（同上）
- ゴールデン洋画劇場（フジテレビ系列）
- ニュースの森（TBS・土曜日のみ）
- The・サンデー（日本テレビ）
- 朝だ!生です旅サラダ（朝日放送制作・テレビ朝日系列）
- 毎日放送制作土曜朝のワイドショー（毎日放送制作・TBS系列）
  - すてきな出逢い いい朝8時→リアルタイム→サタモニ!→知っとこ!
- スーパーナイト→EZTV（フジテレビ・関西テレビ共同制作）
- 健康増進時代→Oh!診→からだ元気科（日本テレビ系列） など（日本医師会と週替わりで製薬会社各社の共同提供）

在阪テレビ局や在京テレビ局でもよく提供されていて、提供クレジットは「フジサワ」が多かった。

## 学術・広報映画作品
藤沢薬品が企画した学術・広報映画作品のうち、以下に列挙する作品については、現在、『科学映像館』に於いて無料公開されている（一部、他社との共同企画作品も存在する）。
『アレルギー』
1970年、ヨネ・プロダクション。カラー・24分。パドヴァ大学国際科学教育映画祭ブロンズ牛頭賞（1971年）。日本医師会推薦。
体内に侵入した異物に反応する細胞免疫および液性免疫の働きを見ると共に、この免疫反応が時に生体を障害するアレルギーに転ずる機序について検証。進藤宙二・東京大学名誉教授および大島良雄・東京大学医学部教授の監修、日本アレルギー協会の後援の下で製作。解説役（ナレーター）は城達也。
『脳と潰瘍』
1971年、ヨネ・プロダクション。カラー・22分。ベルリン医学映画祭グランプリ・ゴールドメダル（1973年）他。文部省選定、日本医師会および優秀映画鑑賞会推薦。増田正典（京都府立医科大学）監修。解説役（ナレーター）は城達也。
『セファメジン』
1971年、ヨネ・プロダクション。カラー・20分。
1945年にイタリアで発見された「セファロスポリウム」と称するカビから抗生物質をつくり出すための研究を1960年に日本で初めて藤沢薬品に於いて着手、製作前年（1970年）に日本初のセファロスポリン系抗生物質「セファメジン」を生み出すに至るまでのプロセスを紹介。当該映画作品の開始から約2分25秒後のところで登場する「フジサワ薬品 富士工場」に於いて抗生物質「セファメジン」が開発された《「フジサワ薬品 富士工場」は、その後「静岡フジサワ」、「アステラス静岡」、「アステラス・ファーマ・テック富士工場」などを経て、2017年10月1日より「日医工 静岡工場」として存在する》。
『感染』
1972年、ヨネ・プロダクション。カラー・19分。
黄色ブドウ球菌を例にとって感染による体内の反応などを観察すると共に、抗生物質・セファロスポリンの同菌への作用の観察も行っている。上田泰（東京慈恵会医科大学）監修。一柳慧が音楽を手がけ、城達也が解説役（ナレーター）を務めている。
『免疫を探る』
1979年、ヨネ・プロダクション。カラー・30分。
免疫の機構に焦点を当てて製作。当該作品では、細胞性免疫の中でリンパ球の果たしている役割を顕微鏡撮影によって追究したり、また「細胞融合」によってリンパ球の機能を拡大した新しいリンパ球と呼ぶべき細胞が誕生しつつある姿を観察したりしている。
『命と血管』
1981年、ヨネ・プロダクション。カラー・27分。
血管を形作る内皮細胞と平骨筋細胞は、内外からの刺激に反応して血管の流れを調節する一方、リポ・タンパクの粒子LDL（コレステロール）を取り込む。この粒子は血管を支えるのに必要な因子である一方で、血管を傷める原因にもなるといわれる。当該作品では、ストレスなどの刺激に反応する血管の様子と、LDLと血管の関わりについて観察を試みている。
『THE BONE』
1982年、ヨネ・プロダクション。カラー・17分。帝人医薬（現在：帝人ファーマ）との共同企画。
骨の形成と破壊を繰り返す代謝のありようを観察。折茂肇（東京大学医学部）他3名の監修。一柳慧が音楽を手がけ、小林恭治がナレーターを務めた。
『THE BONE II』
1986年、ヨネ・プロダクション。カラー・21分。帝人医薬（現在：帝人ファーマ）との共同企画。第4回メディキナーレ国際医学科学映画祭秀作賞・優秀撮影賞他。
前出『THE BONE』が骨自体の様子を観察することが主眼だったのに対し、当該作品では生体内に於ける骨の役割についてより広く示されている。折茂肇（東京大学医学部）他1名の監修、前出『THE BONE』と同じく、一柳慧が音楽を手がけ、小林恭治がナレーターを務めている。
なお、当該作品には色合い調整を経てHD化されたバージョンが別に存在する《内容は同一》。
『潰瘍の成因と治療－シメチジンの役割－』
1983年、ヨネ・プロダクション。カラー・25分。スミスクライン（現在：グラクソ・スミスクライン）との共同企画。日本医師会推薦。
胃酸分泌を抑える働きをするシメチジンの、その様子を具体的に観察。長尾房大（東京慈恵会医科大学）他2名の監修。『鉄腕アトム』で使用された効果音を手がけたことなどで知られる音響デザイナーの大野松雄が音楽を担い、小林恭治がナレーターを務めた。
『動脈硬化～カルシウムとのかかわり』
1989年、ヨネ・プロダクション。カラー・17分。
動脈硬化の病巣のもととなる平滑筋細胞の素性とカルシウムイオンの関係について観察。折茂肇（東京大学医学部）監修。城達也がナレーターを務めた。
当該作品には英語版（題名『Calcium and Arterial Wall』）も存在する。